# Melica amethystina
Melica amethystina är en gräsart som beskrevs av Pierre André Pourret de Figeac. Melica amethystina ingår i släktet slokar, och familjen gräs. Inga underarter finns listade i Catalogue of Life.